# Flores (Familienname)
Flores ist ein spanischer Personenname. Er wird vom Plural von flos (lateinisch „Blumen“) abgeleitet.

## Namensträger

### A
- Adalberto Martínez Flores (* 1951), paraguayischer Geistlicher, Erzbischof von Asunción
- Adriana Zubiate Flores (* 1982), peruanische Basketballspielerin
- Alba Flores (* 1986), spanische Schauspielerin
- Alberto Oreamuno Flores (1905–1980), costa-ricanischer Mediziner und Politiker
- Alejandro Castro Flores (* 1987), mexikanischer Fußballspieler
- Alfredo González Flores (1877–1962), costa-ricanischer Politiker, Präsident 1914 bis 1917
- Andrés Flores (Fußballspieler, 1986) (Andrés Felipe Flores Acuña, * 1986), costa-ricanischer Fußballspieler
- Andrés Flores (Fußballspieler, 1990) (Andrés Alexander Flores Mejía, * 1990), salvadorianischer Fußballspieler
- Andrés Flores (Fußballspieler, 1995) (Andrés Alberto Flores Jaco, * 1995), salvadorianischer Fußballspieler
- Ángel Flores (1883–1926), mexikanischer Politiker und Militär
- Antonio Flores (Schriftsteller) (1818–1865), spanischer Schriftsteller
- Antonio Flores (Fußballspieler, 1923) (1923–2001), mexikanischer Fußballspieler
- Antonio Flores (Fußballspieler, 1961) (Antonio Luis Flores Sánchez-Garrido, * 1961), spanischer Fußballspieler
- Antonio Flores (Musiker) (1961–1995), spanischer Singer-Songwriter und Schauspieler
- Antonio Flores (Leichtathlet) (* 12. März 1990), maltesischer Leichtathlet
- Antonio Flores Jijón (1833–1912), ecuadorianischer Politiker, Präsident von 1888 bis 1892
- Antonio Flores de Lemus (1876–1941), spanischer Politiker und Wirtschaftswissenschaftler
- Antonio Floro Flores (* 1983), italienischer Fußballspieler
- Antonio Carrillo Flores (1909–1986), mexikanischer Politiker und Diplomat
- April Flores (* 1976), US-amerikanische Pornodarstellerin
- Aurelio Martínez Flóres, mexikanischer Fußballspieler
- Aurora Reyes Flores (1908–1985), mexikanische Künstlerin

### B
- Bartolomé Flores (1506–1585), vermutlich der erste Deutsche in Chile
- Bella Flores († 2013), philippinische Schauspielerin
- Benjamin Flores, Jr. (* 2002), amerikanischer Schauspieler und Rapper
- Bernal Flores (* 1937), costa-ricanischer Komponist
- Bill Flores (* 1954), US-amerikanischer Politiker
- Brenda Flores (* 1991), mexikanische Mittel- und Langstreckenläuferin
- Brian Flores (* 1981), US-amerikanischer American-Football-Trainer

### C
- Carlos Flores (Fußballspieler), mexikanischer Fußballspieler (Atlético Potosino)
- Carlos Flores Marini (* 1937), mexikanischer Architekt und Denkmalpfleger
- Carlos Flores Terrazas, bolivianischer  Fußballspieler (Oriente Petrolero, Real Santa Cruz)
- Carlos Alberto Flores Ascencio (* 1978), peruanischer Fußballspieler (Sport Huancayo, Cobresol)
- Carlos Alberto Flores López (* 1992), bolivianischer  Fußballspieler (La Paz FC)
- Carlos Antonio Flores Murillo (* 1974), peruanischer Fußballspieler (Universitario de Deportes, Sport Áncash, CD Pereira)
- Carlos Arnoldo Salcido Flores (* 1980), mexikanischer Fußballspieler, siehe Carlos Salcido
- Carlos Javier Flores Córdova (* 1988), peruanischer Fußballspieler (Alianza Lima, Atlético Minero)
- Carlos Roberto Flores Facussé (* 1950), honduranischer Politiker, Staatspräsident 1998 bis 2002
- Carlos Vicente Geroni Flores (1895–1953), argentinischer Geiger, Pianist, Bandleader und Tangokomponist
- Carmelo Dominador Flores Morelos (1930–2016), philippinischer Geistlicher, Erzbischof von Zamboanga
- Carmen Giuliana Póveda Flores (* 2001), peruanische Badmintonspielerin
- Charles Flores (1970–2012), kubanischer Bassist und Komponist
- Che Flores (* 1979), US-amerikanische Person im Basketballschiedsrichterwesen
- Chris Flores (Christopher Mauricio Flores; * 1990), US-amerikanischer Basketballspieler
- Christopher Flores (Badminton) (* 1983), philippinischer Badmintonspieler
- Christopher Flores (Fußballspieler) (* 1984), mexikanischer Fußballspieler
- Chuck Flores (eigentlich Charles Walter Flores; 1935–2016), US-amerikanischer Jazz-Schlagzeuger
- Cilia Flores (* 1953), venezolanische Politikerin
- Cirilo Flores (Politiker) (1779–1826), Politiker in der Provinz Guatemala
- Cirilo Flores (Bischof) (1948–2014), US-amerikanischer Geistlicher, Bischof von San Diego
- Claudio Flores (* 1976), uruguayischer Fußballspieler
- Cristián Flores (* 1972), chilenischer Fußballspieler

### D
- Daniel Flores (* 1975), chilenischer Schlagzeuger und Produzent
- Daniel Flores (Fußballspieler) (* 2000), dominikanischer Fußballspieler
- Daniel Ernest Flores (* 1961), US-amerikanischer Priester, Bischof von Brownsville
- Danny Flores (Chuck Rio; 1929–2006), US-amerikanischer Musiker
- Darío Flores (* 1984), uruguayischer Fußballspieler
- Darío Villalba Flores (1939–2018), spanischer Eiskunstläufer
- David Flores (* 1997), spanischer Fußballspieler
- Deybi Flores (* 1996), honduranischer Fußballspieler
- Diego Flores (Schachspieler) (* 1982), argentinischer Schachspieler
- Diego Flores (Fußballspieler) (* 2001), salvadorianischer Fußballspieler
- Diego Flores Hinojosa (* 1987), mexikanischer Leichtathlet
- Diego Fernández Flores (* 2000), chilenischer Tennisspieler
- Doroteo Flores (1922–2011), guatemaltekischer Langstreckenläufer
- Dylan Flores (Dylan Armando Flores Knowles, * 1993), costa-ricanischer Fußballspieler

### E
- Edgar Flores (* 1988), honduranischer Schauspieler
- Edison Flores (* 1994), peruanischer Fußballspieler
- Eduardo Rózsa-Flores (1960–2009), ungarischer Journalist, Schauspieler und Autor
- Efraín Flores (* 1958), mexikanischer Fußballspieler und -trainer
- Erick Flores (* 1989), brasilianischer Fußballspieler
- Erika Flores (* 1979), US-amerikanische Schauspielerin
- Eugenia Flores Vindas (* 1942), costa-ricanische Biologin und Botanikerin
- Eugenio Antonio Flores (1852–1908), spanischer Erzähler

### F
- Felipe Flores (Fußballspieler, 1977) (* 1977), chilenischer Fußballspieler
- Felipe Flores (Fußballspieler, 1987) (* 1987), chilenischer Fußballspieler
- Felixberto Camacho Flores (1921–1985), US-amerikanischer römisch-katholischer Geistlicher und Erzbischof von Agaña
- Fernando Flores (* 1943), chilenischer Politiker und Ingenieur
- Fernando Flores Arroyo († 2015), spanischer Jurist und Politiker
- Fernando Pacheco Flores (* 1992), spanischer Fußballtorhüter
- Francisco Flores (Wrestlingpromoter), mexikanischer Wrestling-Promoter
- Francisco Flores (Leichtathlet) (* 1970), honduranischer Leichtathlet
- Francisco Flores (Fußballspieler, 1988) (Francisco Roberto Flores Zapata, * 1988), nicaraguanischer Fußballspieler
- Francisco Flores (Fußballspieler, 1990) (Francisco Javier Flores Sequera, * 1990), venezolanischer Fußballspieler
- Francisco Flores (Fußballspieler, 1994) (Francisco Javier Flores Ibarra, * 1994), mexikanischer Fußballspieler
- Francisco Flores Córdoba (1926–1986), mexikanischer Fußballspieler
- Francisco Flores Pérez (1959–2016), salvadorianischer Politiker
- Frank Flores (* 1969), guamischer Schwimmer
- Franklin Flores (Politiker) (* 1979), bolivianischer Politiker
- Franklin Flores (Fußballspieler) (* 1996), honduranischer Fußballspieler

### G
- Gerardo Flores Zúñiga (* 1986), mexikanischer Fußballspieler
- Gerardo Humberto Flores Reyes (1925–2022), guatemaltekischer Geistlicher, Bischof von Verapaz und Cobán
- Gerphil Flores (* 1990), deutsch-philipinische Opernsängerin
- Gilberto Flores (Fußballspieler, 1967) (* 1967), peruanischer Fußballspieler
- Gilberto Flores (Fußballspieler, 1983) (* 1983), brasilianischer Fußballspieler
- Gilberto Flores (Fußballspieler, 2003) (* 2003), paraguayischer Fußballspieler
- Gilberto Flores Muñoz (1906–1978), mexikanischer Politiker
- Guillermo Flores, mexikanischer Fußballspieler
- Guillermo Flores Avendaño (1894–1982), guatemaltekischer Präsident (1957–1958)

### H
- Havan Flores (* 2007), US-amerikanische Schauspielerin

### I
- Ignacio Flores (Gouverneur) (1733–1786), südamerikanischer Politiker, Gouverneur der Provinz Moxos
- Ignacio Flores (Fußballspieler, 1953) (1953–2011), mexikanischer Fußballspieler
- Ignacio Flores (Fußballspieler, 1990) (* 1990), uruguayischer Fußballspieler
- Iker Flores (* 1976), spanischer Radrennfahrer
- Iza Daniela Flores (* 1994), mexikanische Leichtathletin

### J
- Jason Flores (* 1997), chilenischer Fußballspieler
- Jesús Flores Magón (1871–1930), mexikanischer Journalist und Politiker
- Jorge Flores (* 1977), US-amerikanischer Fußballspieler
- Jorge Flores (* 1989), US-amerikanischer Fußballspieler, seit November 2011: Jorge Villafaña
- José Flores (Gewichtheber), Gewichtheber der Niederländischen Antillen
- José Flores (Schauspieler) (1957–1997), mexikanischer Schauspieler
- José Flores (Leichtathlet) (* 1960), honduranischer Leichtathlet
- José Flores Pérez, Architekt
- José Antonio Flores Bedoy (* 1984), mexikanischer Fußballspieler
- José Asunción Flores (1904–1972), paraguayischer Komponist
- José Guadalupe Flores  (1943/1944–2012), mexikanischer Fußballspieler
- José Manuel Flores Moreno (* 1987), spanischer Fußballspieler, siehe Chico (Fußballspieler, März 1987)
- José Mariá Flores (1818–1866), mexikanischer Offizier und Gouverneur
- José Oscar Flores (* 1971), argentinischer Fußballspieler
- Joseph Flores (Politiker, 1900) (1900–1981), US-amerikanischer Politiker, Gouverneur von Guam
- Joseph Flores (Politiker, 1907) (1907–1974), maltesischer Jurist, Richter und Politiker
- Josué Flores (* 1988), salvadorianischer Fußballspieler
- Juan Flores (Soziologe) (1943–2014), US-amerikanischer Soziologe und Kulturwissenschaftler
- Juan Flores (Fußballspieler, 1964) (* 1964), honduranischer Fußballspieler
- Juan Flores (Fußballspieler, 1976) (* 1976), peruanischer Fußballspieler
- Juan Antonio Flores Barrera (* 1965), mexikanischer Fußballspieler
- Juan Antonio Flores Santana (1927–2014), dominikanischer Geistlicher, Erzbischof von Santiago de los Caballeros
- Juan Carlos Flores (1962–2016), kubanischer Dichter
- Juan José Flores (1800–1864), ecuadorianischer Politiker, Staatspräsident von 1830 bis 1845
- Juan Manuel Flores Arenas (* 1993), mexikanischer Fußballspieler
- Junior Flores (* 1996), US-amerikanischer Fußballspieler

### K
- Karina Flores, armenische Opernsängerin (Sopran)

### L
- Liana Flores, britisch-brasilianische Singer-Songwriterin
- Lola Flores (1923–1995), spanische Sängerin, Tänzerin und Schauspielerin
- Lolita Flores (* 1958), spanische Schauspielerin und Sängerin
- Lourdes Flores (* 1959), peruanische Rechtsanwältin und Politikerin
- Luca Flores (1956–1995), italienischer Jazzmusiker
- Lucy Flores (* 1979), amerikanische Politikerin
- Luis Flòres (Missionar) (1574–1622), flämischer Missionar in Japan
- Luis Flores (Fußballspieler) (* 1961), mexikanischer Fußballspieler
- Luis Flores (Fußballspieler, 1982) (* 1982), chilenischer Fußballspieler
- Luis Alberto Flores (Fußballspieler) (* 1970), mexikanischer Fußballspieler und -trainer
- Luis Alberto Flores (Basketballspieler) (* 1981), dominikanischer Basketballspieler
- Luis Alberto Flores Asturias (* 1947), guatemaltekischer Zehnkämpfer und Politiker
- Luis Alberto Flores Medina (1899–1969), peruanischer Politiker und Diplomat
- Luis Alberto Flores Villena (* 1964), peruanischer Fußballtrainer
- Luis Alexis Flores Manzor (* 1982), chilenischer Fußballspieler
- Luis Artemio Flores Calzada (* 1949), mexikanischer Geistlicher, Bischof von Tepic
- Luis Daniel Flores (* 1967), honduranischer Leichtathlet
- Luis María Flores Martínez (* 1978), spanischer Leichtathlet
- Luis Nishizawa Flores (1918–2014), mexikanischer Künstler und Hochschullehrer, siehe Luis Nishizawa

### M
- Manuel del Refugio González Flores (1833–1893), mexikanischer Offizier und Politiker, Präsident 1880 bis 1884
- Marco Flores (Fußballspieler) (* 1977), peruanischer Fußballspieler
- Marco Flores (Tänzer) (* 1981), spanischer Tänzer und Choreograf
- Marco Antonio Flores (1937–2013), guatemaltekischer Journalist, Schriftsteller und Dichter
- Marcos Flores (* 1985), argentinischer Fußballspieler
- Margarito Flores García (1866–1927), mexikanischer Priester und Märtyrer
- María Haydeé Flores Rivas († 2010), nicaraguanische Juristin und Hochschullehrerin
- Mary Elizabeth Flores Flake (* 1973), honduranische Diplomatin
- Mauricio Flores Ríos (* 1990), chilenischer Schachspieler
- Maximino Ruiz y Flores (1875–1949), mexikanischer Geistlicher, Weihbischof in Mexiko-Stadt
- Mayra Flores (* 1986), US-amerikanische Politikerin
- Micaela Flores Amaya, eigentlicher Name von La Chunga (1938–2025), spanische Tänzerin und Malerin
- Miguel Flores (1920–2002), chilenischer Fußballspieler
- Miguel Tejada-Flores, US-amerikanischer Drehbuchautor
- Milton Flores (1974–2003), honduranischer Fußballtorhüter

### N
- Nabor Carrillo Flores (1911–1967), mexikanischer Kernphysiker und Universitätsrektor

### P
- Patrick Fernández Flores (1929–2017), US-amerikanischer Geistlicher, römisch-katholischer Erzbischof von San Antonio
- Paolo Flores d’Arcais (* 1944), italienischer Philosoph und Journalist
- Paulo Flores (* 1972), angolanischer Sänger
- Pedro Flores (1896–1964), philippinischer Unternehmer
- Pedro Andrés Morales Flores (* 1985), chilenischer Fußballspieler
- Percy Lorenzo Galván Flores (* 1965), bolivianischer Geistlicher, Erzbischof von La Paz

### Q
- Quique Sánchez Flores (* 1965), spanischer Fußballtrainer

### R
- Rafael Flores (* 1991), dominikanischer Fußballspieler
- Rafael Flores Estrella (1949–2010), dominikanischer Politiker
- Ramón Godinez Flores (1936–2007), mexikanischer Theologe und Geistlicher, Bischof von Aguascalientes
- Renata Flores (Schauspielerin), französische Chansonsängerin
- Renata Flores Rivera (* 2001), peruanische Sängerin
- Ricardo Flores Carrasco, eigentlicher Name von Liberato Kani (* 1993), peruanischer Hip-Hop-Sänger
- Ricardo Flores Magón (1874–1922), mexikanischer Journalist, Gewerkschafter und Literat
- Ricardo Flores Pedauyé (1947–2020), spanischer Chemiker, Biologe und Virologe
- Ricardo Pérez Flores (* 1958), mexikanischer Fußballspieler
- Robert Flores (* 1986), uruguayischer Fußballspieler
- Roberto Flores (* 1975), US-amerikanischer Rapper und Schauspieler, siehe Lil Rob
- Roberto Flores (Fußballspieler) (* 2001), bolivianischer Fußballspieler
- Roberto Flores (Musiker) (1907–1981), argentinischer Tangosänger und -komponist
- Roberto Flores-Bermúdez (* 1949), honduranischer Politiker und Diplomat
- Rosario Flores (* 1963), spanische Schauspielerin und Sängerin
- Rosie Flores, US-amerikanische Rockabilly- und Country-Sängerin

### S
- Salvador Flores (Fußballspieler) (1906–nach 1930), paraguayischer Fußballspieler
- Salvador Flores Huerta (1934–2018), mexikanischer Geistlicher, Bischof von Ciudad Lázaro Cárdenas
- Salvador Ortega Flores (1920–1972), mexikanischer Architekt
- Saúl Flores (* 1994), argentinisch-chilenischer Fußballspieler
- Segundo Flores (1906–1971), chilenischer Fußballspieler
- Sergio Flores (* 1995), mexikanischer Fußballspieler
- Socorro Flores Liera (* 1965), mexikanische Juristin und Richterin am Internationalen Strafgerichtshof
- Stefano Satta Flores (1937–1985), italienischer Schauspieler
- Sylvia Flores (1950/51–2022), belizische Politikerin

### T
- Tom Flores (* 1937), US-amerikanischer American-Football-Spieler, -Trainer und -Funktionär
- Tricia Flores (* 1979), belizische Leichtathletin

### U
- Ubaldo Gil Flores († 2013), ecuadorianischer Schriftsteller

### V
- Venancio Flores (1808–1868), uruguayischer General und Politiker, Präsident 1854 bis 1855
- Von Flores (* 1960), philippinisch-kanadischer Schauspieler

### W
- Wálter Flores (* 1978), bolivianischer Fußballspieler und -trainer
- Wilmer Flores (* 1991), venezolanischer Baseballspieler

### Y
- Yony Flores (* 1983), guatemaltekischer Fußballspieler